# Genderkritisch
Genderkritisch is een aanduiding voor iemand die een kritische houding inneemt jegens transgender mensen en hun emancipatiebeweging. Mensen die zichzelf genderkritisch noemen zijn onder andere van mening dat iemands geslacht onveranderbaar is, en zij zien genderidentiteit niet als een legitiem concept. De genderkritische beweging maakt onderdeel uit van de bredere anti-genderbeweging.

## Algemeen
Sommige genderkritische personen zijn van opvatting dat het groeiend aantal gevallen van genderdysforie bij tieners en adolescenten een gevolg is van sociale besmetting en dat deze vorm van genderdysforie dus niet authentiek is, wat ook wel rapid onset gender dysphoria wordt genoemd. Dit idee wordt echter niet ondersteund door de wetenschap.

## Maatschappelijke kritiek
Onder meer de schrijver J.K. Rowling en de regisseur en scenarist Graham Linehan hebben zich uitgesproken tegen de maatschappelijke acceptatie van transgender personen met het idee dat dit problemen zou opleveren voor vrouwenrechten, en tegen mogelijke verplichtingen tot het gebruik van iemands gekozen persoonlijke voornaamwoorden. In de Verenigde Staten hebben bijvoorbeeld Dave Chapelle, Bette Midler en Macy Gray zich vergelijkbaar genderkritisch geuit, wat daar tot ophef leidde.

## Filosofische kritiek
Veel genderkritische denkers stellen dat gendertheorie te weinig is gestoeld op wetenschap en eigenlijk meer een ideologie is. Soms is de kritiek dat het een geloofssysteem of een nieuwe religie zou zijn. Professor Susan Bradley en ex-Tavistock-psychiater Az Hakeem zijn het stelligst in hun formulering en hebben de overtuiging dat er sprake is van cultvorming en dat jeugdtransgenderisme een vorm van jeugdcultuur is.
In een reeks Britse uitspraken van arbeidsrechtbanken sinds 2021 werd onderzocht of en in welke mate genderkritische overtuigingen als “filosofische overtuigingen” gelden. Er werd geoordeeld van wel. Filosofische overtuigingen worden in het Verenigd Koninkrijk beschermd tegen discriminatie op grond van de Equality Act 2010.

## Kritiek op genderbevestigende zorg
Organisaties als de lobbygroep SEGM en het nauw daaraan verwante Genspect, LGB Alliance en Our Duty uiten kritiek op het functioneren en het wetenschappelijke en juridische draagvlak van de genderbevestigende zorg. 
Ook binnen de academische wereld bestaan er mensen die zich genderkritisch hebben uitgelaten, zoals Richard Dawkins, Jordan Peterson, Stephen B. Levine, Michael Bailey, Kenneth Zucker, Gordon Guyatt en Susan Bradley. Deze genoemde mensen hebben niet allemaal een wetenschappelijke achtergrond die verband houdt met het onderwerp, en degenen die dat wel hebben, gaan expliciet in tegen de heersende wetenschappelijke consensus. 
Er wordt onder andere beweerd dat er niet voldoende wetenschappelijk bewijs is dat genderbevestigende zorg volgens het Dutch protocol het best werkende model is. Ook de daaruit volgende ethiek en de jurisprudentie wordt hierbij als problematisch gezien. Genderkritische mensen als bijvoorbeeld Zucker, Levine, O' Malley en Bradley bepleitten een ander zorgtraject met meer aandacht voor mogelijk aanwezige co-morbiditeit en psychotherapie en enkel in uitzonderlijke gevallen of als vorm van experimentele zorg kleine trials met medicatie en chirurgie.

## Tegenreacties op genderkritische denkbeelden
Genderkritische denkbeelden zijn op hun beurt door feministische en wetenschappelijke critici als transfoob bestempeld en worden door veel feministen, LHBTQIA+-organisaties en mensenrechtenorganisaties bestreden. De Raad van Europa heeft de genderkritische ideologie, samen met andere ideologieën, veroordeeld als zijnde "venijnige aanvallen op de rechten van LHBTI mensen" in Hongarije, Polen, Rusland, Turkije, het Verenigd Koninkrijk en andere landen. UN Women heeft onder andere de genderkritische beweging bestempeld als een extremistische anti-rechten-beweging die haatpropaganda en misinformatie gebruikt.